# Едвард Перкінс
Едвард Джозеф Перкінс (англ. Edward Joseph Perkins; 8 червня 1928, Стерлінгтон — 7 листопада 2020) — колишній американський дипломат, який обіймав посаду посла США в Ліберії, Південній Африці та ООН. Пізніше він був директором Дипломатичного корпусу Державного департаменту США.

## Життєпис
Перкінс народився в Стерлінгтоні в парафії Уачіта на півночі Луїзіани. Він виріс у Пайн Блаффі, штат Арканзас, і закінчив у 1947 році середню школу Джефферсона в Портленді, штат Орегон. Він отримав диплом бакалавра Мерілендського університету в 1967 р. та його магістратури та доктора державного управління з університету Південної Каліфорнії. Він є активним членом братства Kappa Альфа Псі і має найвищу честь, яке братство дарує своїм членам, нагороду Лавровий вінок.
Після служби в американській армії та морській піхоті, включаючи військову службу у Токіо та Південній Кореї, він обіймав численні посади в департаменті державної та зовнішньої служби. Він був призначений послом у Ліберії в 1985 році, а в 1986 році був призначений послом у Південній Африці, де він проходив службу до 1989 року. Повернувся додому, щоб служити в Державному департаменті до 1992 року, коли був призначений послом при ООН та представником США до Ради Безпеки ООН . У 1993 році його призначили представником в Австралії, де він проходив службу до 1996 року, перш ніж виходив на пенсію в званні міністра кар'єри в Службі закордонних справ США.
Він викладав в Університеті Оклахоми, де він працював старшим віце-проресцером міжнародних програм у Міжнародному програмному центрі та професором Емерітус школи міжнародних та краєзнавчих досліджень. Він є членом Американської академії дипломатії.